# Ditassa longisepala
Ditassa longisepala är en oleanderväxtart som först beskrevs av Henri Hua, och fick sitt nu gällande namn av J. Fontella Pereira och E. de Araujo Schwarz. Ditassa longisepala ingår i släktet Ditassa och familjen oleanderväxter. Inga underarter finns listade i Catalogue of Life.